# Ride the Lightning Tour
Ride the Lightning Tour è il secondo tour del gruppo musicale statunitense Metallica, iniziato il 9 gennaio 1985 e terminato l'8 marzo 1986 con un totale di 62 date. Il nome del tour deriva dal secondo album della band intitolato Ride the Lightning.

## Date del tour
| Data       | Città             |
| ---------- | ----------------- |
| 09/01/1985 | Boston            |
| 11/01/1985 | Scotia            |
| 12/01/1985 | Filadelfia        |
| 13/01/1985 | Baltimora         |
| 15/01/1985 | Montréal          |
| 16/01/1985 | Montréal          |
| 17/01/1985 | Quebec            |
| 18/01/1985 | Ottawa            |
| 19/01/1985 | Toronto           |
| 20/01/1985 | Buffalo           |
| 22/01/1985 | Scranton          |
| 23/01/1985 | Poughkeepsie      |
| 25/01/1985 | Elmhurst          |
| 26/01/1985 | Brooklyn          |
| 27/01/1985 | Brooklyn          |
| 28/01/1985 | Columbus          |
| 29/01/1985 | Cincinnati        |
| 30/01/1985 | Indianapolis      |
| 01/02/1985 | Detroit           |
| 05/02/1985 | Madison           |
| 06/02/1985 | Minneapolis       |
| 07/02/1985 | Cleveland         |
| 08/02/1985 | Milwaukee         |
| 09/02/1985 | Chicago           |
| 10/02/1985 | Green Bay         |
| 13/02/1985 | Cedar Rapids      |
| 14/02/1985 | Burlington        |
| 15/02/1985 | Saint Louis       |
| 16/02/1985 | Kansas City       |
| 17/02/1985 | Wichita           |
| 20/02/1985 | Tulsa             |
| 21/02/1985 | Austin            |
| 22/02/1985 | San Antonio       |
| 23/02/1985 | San Antonio       |
| 24/02/1985 | San Antonio       |
| 25/02/1985 | Corpus Cristi     |
| 26/02/1985 | Pasadena          |
| 27/02/1985 | Dallas            |
| 28/02/1985 | Houston           |
| 02/03/1985 | El Paso           |
| 03/03/1985 | Albuquerque       |
| 04/03/1985 | Colorado Springs  |
| 05/03/1985 | Denver            |
| 06/03/1985 | San Francisco     |
| 09/03/1985 | San Diego         |
| 10/03/1985 | Hollywood         |
| 13/03/1985 | Palo Alto         |
| 14/03/1985 | San Francisco     |
| 15/03/1985 | San Francisco     |
| 17/03/1985 | Seattle           |
| 18/03/1985 | Vancouver         |
| 19/03/1985 | Portland          |
| 13/08/1985 | Birmingham        |
| 17/08/1985 | Castle Donington  |
| 24/08/1985 | San Francisco     |
| 31/08/1985 | Oakland           |
| 14/09/1985 | Sankt Goarshausen |
| 23/11/1985 | Bordeaux          |
| 29/12/1985 | Sacramento        |
| 31/12/1985 | San Francisco     |
| 31/01/1986 | San Francisco     |
| 20/02/1986 | San Francisco     |
| 08/03/1986 | San Francisco     |